# In Torment in Hell
In Torment in Hell – szósty album studyjny amerykańskiej grupy muzycznej Deicide. Wydawnictwo ukazało się 25 września 2001 roku nakładem wytwórni muzycznej Roadrunner Records. Nagrania zostały zarejestrowane w Morrisound Recording w Tampie w stanie Floryda we współpracy z producentem muzycznym Jimem Morrisem. Koszt trwającej pięć dni sesji wyniósł 5 tys. dolarów.
Według danych z kwietnia 2002 album sprzedał się w nakładzie 10 923 egzemplarzy na terenie Stanów Zjednoczonych.

## Lista utworów
Opracowano na podstawie materiału źródłowego.
1. "In Torment in Hell" – 4:02
2. "Christ Don't Care" – 2:51
3. "Vengeance Will Be Mine" – 4:24
4. "Imminent Doom" – 3:41
5. "Child of God" – 3:35
6. "Let It Be Done" – 3:34
7. "Worry in the House of Thieves" – 4:16
8. "Lurking Among Us" – 4:36

## Twórcy
Opracowano na podstawie materiału źródłowego.

- Glen Benton – wokal prowadzący, gitara basowa
- Brian Hoffman – gitara rytmiczna, gitara prowadząca
- Eric Hoffman – gitara rytmiczna, gitara prowadząca
- Steve Asheim – perkusja
- Jim Morris – inżynieria dźwięku, miksowanie
- Modino Graphics – dizajn
- The Serpent – oprawa graficzna